# Delphinella strobiligena
Delphinella strobiligena är en svampart som först beskrevs av Jean Baptiste Desmazières, och fick sitt nu gällande namn av Sacc. ex E. Müll. & Arx 1962. Delphinella strobiligena ingår i släktet Delphinella, ordningen Dothideales, klassen Dothideomycetes, divisionen sporsäcksvampar och riket svampar.   Inga underarter finns listade i Catalogue of Life.